# Мехадей
Мехадей (*IV ст. н. е.) — цар Аксуму.

## Життєпис
Син царя Езани. Близько 350 року оголошений спадкоємцем. 356 року успадкував трон. Перша письмова згадка припадає на 360 рік. Знаний насамперед монетами, які карбував на кшталт римських.
Відновив мову ґеез як офіційну в державі. Використовував її на всіх монетах. На бронзових монетах цього царя знайдено напис «MHDYS, bzmsql tmw» (Цим хрестом ти здолаєш), що є аналогією на девіз римського імператора Костянтина I.
Помер десь наприкінці IV ст. Йому спадкував брат Вазеба II.